# Ji-ven-cse
A Ji-ven-cse (Yiwenzhi) a kínai Han-dinasztia hivatalos történeti művének, Han su (Han shu)nak a 30. fejezete, amely az úgynevezett „mongráfiák” (cse (zhi) 志) szakasz utolsó fejezete. Ebben a tekintetben általában nem tekinthető önálló alkotásnak, a jelenleg ismert formája is a Han su (Han shu) összeállítóinak munkája, az összeállítás alapjául szolgáló korábbi források, valamint a tematikája miatt, általában külön, mintegy önálló alkotásként szokás rá hivatkozni. A Ji-ven-cse (Yiwenzhi) (szó szerint: „Értekezés az irodalomról”) valójában egy bibliográfiai katalógus, amely tartalmazza a Han su (Han shu) összeállításának lezárásáig született, a szerzők által fellelhető vagy ismert kínai nyelvű könyveket. Ez a fejezet önmagában a 100 tekercsből álló Han su (Han shu)nak 30 tekercsét teszi ki tehát a teljes történeti műnek majdnem az egyharmada. A bibliográfiában szereplő műveknek – részben vagy egészben, illetve valamilyen változatban – ma mindössze közel 20%-a ismert, amelynek egyik oka a Csin (Qin)-dinasztia idején, i. e. 204-ben elrendelt és végrehajtott nagy könyvégetés. Épp ezért a Ji-ven-cse (Yiwenzhi) páratlan forrásnak számít a Csin (Qin)-kor előtti irodalom és írásbeliség tanulmányozásához.

## Összeállítása
Jól lehet, a Ji-ven-cse (Yiwenzhi) összeállítását általában a Han su (Han shu) szerzőinek, Pan Piao (Pan Biao)nak (班彪; i. sz. 3–54) és fiának, Pan Ku (Pan Gu)nak (班固; 32–92) – aki apja halála után folytatta és befejezte annak művét – tulajdonítják, azonban a fejezethez írt bevezetőből, előszóból tudni lehet, hogy ők egy bizonyos Liu Hszin (Liu Xin) (劉歆; kb. i. e. 50. – i. sz. 23.) Csi lüe (Qi lüe) (《七略》) című bibliográfiai összeállítására támaszkodtak. A Csi lüe (Qi lüe) maga is Liu Hszin (Liu Xin) apjának, Liu Hsziang (Liu Xiang) (劉向; i. e. 77–6) a Pie-lu (Bielu) (《別錄》) címet viselő katalógusának kibővített változata volt, amely a császári könyvtárban fellelhető művek szerzőinek, címeinek és terjedelmüknek adatait tartalmazta.

## Tartalma, szerkezete
Az alapul szolgáló katalógust Liu Hszin (Liu Xin) még hét fő kategóriára lüe (lüe) 略) osztotta, Pan Ku (Pan Gu) azonban ezt lecsökkentette hat kategóriára, és némelyiket meg is változtatta. A Csi lüe (Qi lüe) (《七略》 ) csak az i. sz. 23. előtt íródott műveket tartalmazta, így Pan Ku (Pan Gu) kiegészítette azon művekkel is, amelyek Liu Hszin (Liu Xin) halála után i. sz. 92-ig, vagyis a saját haláláig eltelt hetven év alatt íródtak.
A hat kategória további egységekre osztott. Valamennyi lüe (lüe) változó számú csung (zhong)ból (種) áll, amelynek jelentése: 'fajta', 'féle'. A szerkesztő itt valójában az egyes kategóriákon belüli irányzatokat kívánta elkülöníteni. Így például a hadtudományos irodalom tárgykörébe, kategóriájába sorolt műveket, a következő négy csung (zhong)ra, vagyis irányzatra osztja:
- „Stratégiai és taktikai tervezők” (Csüan-mou-cse (Quanmouzhe) 權謀者)
- „A hadászati terep- és erőviszonyokra (alapozók)” (Ping-hszing-si (Bingxingshi) 兵形勢)
- „A katonai tekintélyből fakadó győzelmet (hangsúlyozók)” (Ping-vej-seng (Bingweisheng) 兵威勝)
- „A katonai cselekre és fortélyokra (alapozók)” (Ping-csi-csiao (Bingjiqiao) 兵技巧)

A csung (zhong)okon belül a következő alkategória a csia (jia) (家), amelynek jelentése: 'család', s amely kifejezéssel már magukat a műveket jelöli a bibliográfia. A bibliográfiai tételek, a műcímek végén fel van tüntetve az adott mű terjedelme is. Erre kétféle mértékegység is előfordul: a pien (pian) (篇) a bambuszcsíkokra íródott művek tekercseit jelenti, míg a csüan (juan) (卷) a selyemre íródott könyvek göngyölegére, tekercsére vonatkozik. Ezt manapság általában kötetként, vagy fejezetként fordítják és értelmezik.
| A hat kategória (lüe (lüe) 略)                               | Osztály (Csung (Zhong) 種) | Iskola (Csia (Jia) 家) | Tekercs (pien (pian) 篇, csüan (juan) 卷) |
| A konfuciánusok (Liu ji lüe (Liu yi lüe) 六藝略)             | 9                          | 103                    | 3,123                                     |
| A filozófusok (Csu-ce lüe (Zhuzi lüe) 諸子略)                | 10                         | 189                    | 4,324                                     |
| A si (shi) és a fu-költők (Si fu lüe (Shi fu lüe) 詩賦略)    | 5                          | 106                    | 1,318                                     |
| A katonai írások (Ping-su lüe (Bingshu lüe) 兵書略)          | 4                          | 53                     | 833                                       |
| A csillagászok és jósok (Su su lüe (Shu shu lüe) 術數略)     | 6                          | 190                    | 2,528                                     |
| Az orvosok és alkímisták (Fang csi lüe (Fang ji lüe) 方技略) | 4                          | 36                     | 868                                       |
| ------------------------------------------------------------ | -------------------------- | ---------------------- | ----------------------------------------- |

A Ji-ven-cse (Yiwenzhi) tehát 6 főkategóriába és 38 alkategóriába osztva összesen 596 művet ismertet, amely egykor összesen 13 269 tekercs terjedelmű volt. Ennek a majd hatszáz műnek ma csupán a kb. 20%-a ismert valamilyen formában, változatban.
A Ji-ven-cse (Yiwenzhi)hez a történelem során két tudós, írástudó írt kommentárt: Jen Si-ku (Yan Shigu) (顏師古; 581–645) és Vang Jing-ling (Wang Yinglin) (王應麟; 1223–1296).